# Listroscelis atrata
Listroscelis atrata är en insektsart som beskrevs av Ludwig Redtenbacher 1891. Listroscelis atrata ingår i släktet Listroscelis och familjen vårtbitare. Inga underarter finns listade i Catalogue of Life.